# 睡眠週期

一张样本睡眠图显示：从NREM到REM的一个睡眠週期（整晚中的第一个週期）

睡眠週期是由睡眠刚启动的昏昏欲睡逐渐变沉，经由慢波期和快速动眼期（异相睡眠期），这几个睡眠阶段（以往共分5个阶段，最新定义共4个阶段）之间的往復循环。又称为 短昼夜睡眠週期，睡梦週期 或 快速动眼—非快速动眼（REM-NREM）週期，以示区别于睡眠和觉醒间的昼夜交替。人类的睡眠週期约70至110分钟（90±20分钟）。

## 阶段
一个完整的睡眠週期包含两种型态，又分为4个不同的阶段：
- 非快速动眼期（non-rapid eye movement, NREM）睡眠

再进一步分为：入睡期（N1）、浅睡期（N2）、熟睡期（N3）（熟睡及深睡期）。
- 快速动眼期（Rapid eye movement, REM）睡眠

正常的睡眠週期，由非快速动眼期的第一阶（入睡期，N1）循序进入第二阶（浅睡期，N2）、由浅入深至第三阶（熟睡及深睡期，N3；原有第四阶，目前已併入第三阶，合称 熟睡期），接着並不直接进入快速动眼期，而是从深度睡眠逆向回到浅度睡眠，之后才进入快速动眼期。快速动眼期结束后，接着再进入第一阶的N1，如此週而復始。